# Karl Ruef
Karl Ruef (* 7. Oktober 1916 in Oberhofen im Inntal; † 22. Dezember 2009 in Hall in Tirol) war ein Offizier der Wehrmacht und des Bundesheeres, zuletzt im Range eines Obersten, Träger des Ritterkreuzes des Eisernen Kreuzes und ein militärischer und militärhistorischer Autor. 

## Leben
Seine Matura legte Ruef am Realgymnasium in Innsbruck ab. Ende September 1937 trat er als Einjährig-Freiwilliger dem Ersatz-Feld-Abteilung des Tiroler Landesschützen-Regiment „Dollfuß“ in Hall bei. Nach dem „Anschluss“ kam er am 1. August 1938 in die 8. Kompanie des neu aufgestellten Gebirgsjäger-Regiments 140 bei der 2. Gebirgs-Division oder in die 6. Kompanie des ebenfalls neu aufgestellten Gebirgsjäger-Regiments 137, welches ebenfalls der 2. Gebirgs-Division unterstellt war. Vom 26. Juni 1939 bis 15. Juli 1939 war er zu einem Reserveoffiziers-Anwärter-Ausbildungskurs beim II. Bataillon des Gebirgsjäger-Regiments 140 und absolvierte hier einen Kampfschullehrgang und einen Bergführer-Kurs. Ab dem 26. August 1939 war er in der 6. Kompanie des Gebirgsjäger-Regiments 140 und hier bis 10. Oktober 1939 Gruppenführer. 

### Im Zweiten Weltkrieg
Er nahm als Gruppenführer 1939 am Angriffskrieg gegen Polen teil, schloss ab 25. Oktober 1939 ein 2. Offiziers-Anwärter-Lehrgang an der Infanterieschule in Döberitz an, welchen er zum 26. Januar 1940 abschloss. Anschließend wechselte er bis 8. Februar 1940 in das II. Bataillon des Gebirgsjäger-Regiments 136 bei der 2. Gebirgs-Division und dann in die 6. Kompanie des Gebirgsjäger-Regiments 136. Hier wurde er am 9. Februar 1940 Zugführer und wurde verwundet, sodass er vom 28. Februar 1940 bis 30. März 1940 im Reserve-Lazarett Koblenz war. Als Jäger-Zugführer kam er in das II. Bataillon des Gebirgsjäger-Ersatz-Regiments 136 der Division Nr. 188, wurde am 20. April 1940 Leutnant und kam am 6. Mai 1940 in gleicher Funktion zum II. Bataillon des Gebirgsjäger-Regiments 136. Ab 25. Juni 1940 diente er hier als Pionier-Zugführer. Vom 15. Juli 1940 bis 24. August 1940 besuchte er den 3. Gebirgs-Pionier-Lehrgang in Salzburg und kam anschließend als Pionier-Zugführer zurück in das Gebirgsjäger-Ersatz-Regiments 136. Es folgte vom 8. November 1940 bis 20. Dezember 1940 der 7. Offiziers-Lehrgang in Salzburg. Ab 21. Dezember 1940 diente er im Winter 1940/41 als Lehr-Offizier des 8. Kompanie-Führer-Lehrgangs der Division Nr. 188 in Salzburg. Es folgten Kommandierung u. a. in das Gebirgsjäger-Regiment 143 der 6. Gebirgs-Division, wo er ab 13. März 1942 Chef der 13. Kompanie des III. Bataillons war. Am 29. März 1942 wurde er an der Liza-Front in Norwegen verwundet. Im gleichen Jahr wurde er Oberleutnant und 1943 Hauptmann. Ab 1. Juni 1943 war er Führer im III. Bataillon des Gebirgsjäger-Regiment 143, welches er ab 1. September 1943 kommandierte und wurde in dieser Position am 20. Oktober 1944 durch einen Streifschuss am Kopf verwundet. Am 28. Oktober 1944 erhielt er als Major und Kommandeur des III. Bataillons des Gebirgsjäger-Regiments 143 bei der 6. Gebirgs-Division das Ritterkreuz des Eisernen Kreuzes verliehen. Nach Kriegsende ging er mit der 6. Gebirgs-Division in britische Gefangenschaft, wurde aber bereits im Herbst wieder entlassen. Er kam nach Kufstein und war hier ab 22. Dezember 1945 Dienststellenleiter der Heimkehrer-Entlassungsstelle, was seine Entlassung aus dem aktiven Wehrdienst bedeutete.

### In der Zweiten Republik
Bereits im Jahr 1957 trat Ruef in die B-Gendarmerie ein. Im Bundesheer diente er später u. a. als Kommandant des Jägerbataillons 22 und Kommandant der Tiroler Grenzschutztruppen im Militärkommando Tirol. Im Jahr 1977 wurde er in den Ruhestand entlassen.
Er verfasste einige militärische und militärhistorische Schriften, darunter unter seiner Redaktion von 1967 bis 1979 die siebenteilige Reihe Der Dienst im Bundesheer. Das Werk Hohe Tapferkeitsauszeichnungen an Tiroler im Zweiten Weltkrieg verfasst von Wilhelm Eppacher und fertiggestellt von Ruef gilt als Beispiel militärisch-heroischer Erinnerungskultur, indem die Autoren nicht einmal eine Differenzierung zwischen SS- und Wehrmacht vornahmen.

## Werke (Auswahl)
- Gebirgsjäger zwischen Kreta und Murmansk – Die Schicksale der 6. Gebirgsdivision: ein Gedenkbuch. Stocker, Graz 1970, mehrere Auflagen.
- Felix Kuen – auf den Gipfeln der Welt. Stocker, Graz 1972, mehrere Auflagen.
- Odyssee einer Gebirgsdivision – die 3. Geb.Div. im Einsatz. Stocker, Graz 1976.
- Der Dienst im Bundesheer. Ueberreuter, 1979.
- Winterschlacht im Mai – Die Zerreissprobe des Gebirgskorps Norwegen (XIX.Geb.A.K.) vor Murmansk. Stocker, Graz 1984.